# Thomsonite
La thomsonite est le nom d'une série de minéraux de la famille des tectosilicates et du groupe des zéolithes. Avant 1997, la thomsonite était reconnue comme une espèce minérale, mais un reclassement fait 1997 par l'Association internationale de minéralogie (IMA) la changea en un nom de série, les espèces minérales étant nommées respectivement thomsonite-Ca et thomsonite-Sr. La thomsonite-Ca, de loin la plus commune des deux, est un aluminosilicate de sodium et de calcium hydraté, NaCa2Al5Si5O20·6H2O.  Le strontium peut se substituer au calcium et le nom d'espèce à retenir dépend de l'élément dominant. Les deux espèces sont visuellement indiscernables et le nom de série thomsonite est utilisé lorsqu'un test d'identification n'a pas été réalisé. La thomsonite est l'une des zéolithes les plus rares.
La thomsonite fut identifiée la première fois dans un échantillon provenant d'Écosse en 1820.  Elle est nommée d'après le chimiste écossais Thomas Thomson. Le système cristallin de la thomsonite est orthorhombique. Sa dureté Mohs est comprise entre 5 et 5,5.  Elle est transparente à translucide et a une densité de 2,3 à 2,4.  Elle peut être incolore, blanche, beige, ou quelque peu verte, jaune ou rouge. Les cristaux tendent à constituer des lames allongées et fines qui forment typiquement des agrégats radiaux, et parfois des éventails et des touffes. Les agrégats sont de forme variable et peuvent être d'apparence hérissée, dense et en boule, ou former des croissances vermiformes. Des amas rayonnants aciculaires serrés et des sphérules sont également des formes communes.
La thomsonite se trouve avec d'autres zéolites dans les cavités amygdaloïdes de roches volcaniques basaltiques et parfois dans des pegmatites granitiques. Des échantillons ont été trouvés dans les Îles Féroé (var. Faroelite), en Écosse, en Arkansas, au Colorado, au Michigan, au Minnesota, au New Jersey, en Oregon, en Ontario, en Nouvelle-Écosse, en Inde et en Russie.
Des nodules de thomsonite massive qui présentent une coloration attractive en bande se trouvent le long des rives du Lac Supérieur. La plupart de ces nodules de thomsonite et les galets qui les contiennent font moins de 0,6 cm. Ceux qui sont enchâssés dans le basalte sont extrêmement difficiles à extraire sans les casser. Par conséquent, une forte proportion de ceux qui sont utilisés comme gemmes proviennent de galets ramassés sur les plages.